# Antigny (Adelsgeschlecht)
Die Familie d’Antigny war eine der mächtigsten Familien in der Bresse. Ihre Ursprünge liegen in Antigny-le-Château im Département Côte-d’Or. Ein wirkliches Erstarken des Geschlechts erfolgte mit der zweiten Heirat von Guillaume d’Antigny mit Béatrix de Vienne, wodurch er Herr von Sainte-Croix wurde. Die d’Antigny besaßen als Vasallen der Herzöge von Burgund das ganze Gebiet von der Saône bis Lons-le-Saunier und Cuiseaux und behielten während mehrerer Jahrhunderte den Titel als Herren von Sainte-Croix. Sie belehnten wiederum eine große Zahl von Lehensmännern in ihrer Herrschaft.

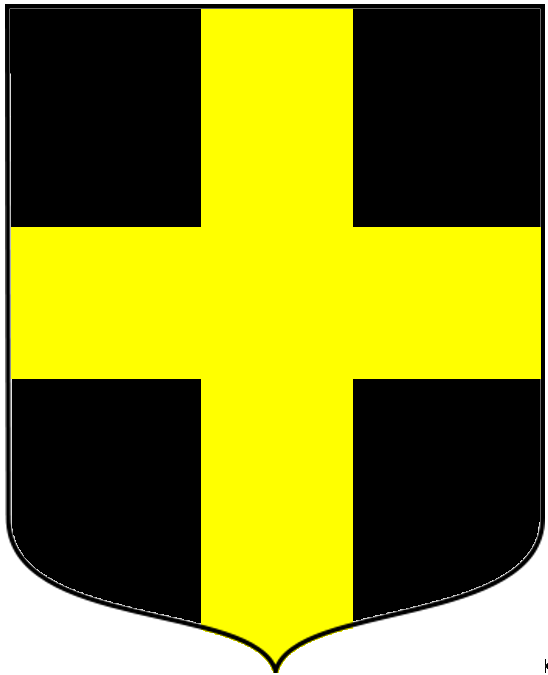
Wappen der Familie d'Antigny de Sainte-Croix "goldenes Kreuz im schwarzen Feld"

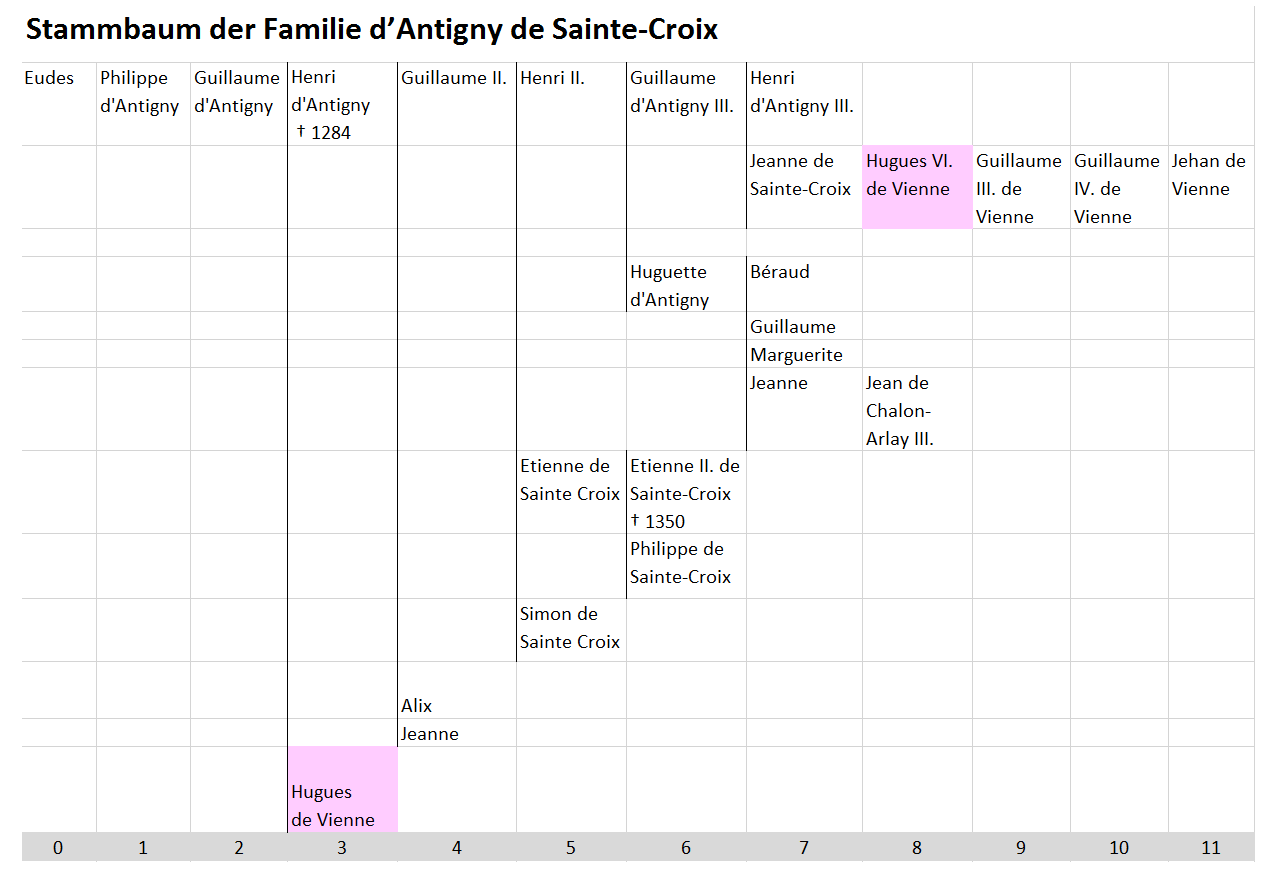
Stammbaum der d’Antigny de Sainte-Croix

## Genealogie
Eudes, erster (bekannter) Herr von Antigny, Vicomte von Beaune, (lebt 1116)
A1. Philippe d’Antigny (lebt 1180), Sohn oder Enkel von Eudes
B1. Guillaume d’Antigny, Herr von Pagny (lebt 1180 † 1229) ⚭ Beatrix de Vienne
C1. Hugues de Vienne (* 1220, † 1277), Herr von Pagny, Seurre, Sainte-Croix und Montpont
C2. Henri d’Antigny († 1284) ⚭ Marguerite
D1. Alix de Sainte-Croix ⚭ Ritter Guillaume de Saint-Maurice
D2. Jeanne de Sainte-Croix ⚭ Hugues, Herr von Vaugrenant
D3. Guillaume II. d’Antigny, Herr von Antigny und Sainte-Croix 1.⚭ Guillemette (Tochter von Vaucher de Commercy) 2.⚭ Marguerite de Bourgogne, (Tochter von Renaud de Bourgogne, Graf von Montbéliard und Erbauer von Chastel-Regnault (Châteaurenaud bei Louhans))
E1. Étienne de Sainte-Croix, Herr von Savigny-en-Revermont
F1. Étienne de Sainte-Croix (* um 1300 † nach 1362), Schulkanoniker
F2. Philippe de Sainte-Croix, Bischof von Mâcon (1363–1380)
E2. Simon de Sainte-Croix, Doyen der Kathedrale Saint-Vincent in Mâcon
E3. Henri II. d’Antigny ⚭ Marguerite de Bellevesvre
F1. Guillaume III. d’Antigny, Herr von Sainte-Croix
G1. Henri III. d’Antigny, Herr von Sainte-Croix, aus erster Ehe, starb ohne Nachkommen
G2. Jeanne de Sainte-Croix ⚭ Henri de Vienne, Herr von Mirebel.
Damit geht die Herrschaft Sainte-Croix wieder über auf die Familie de Vienne, die sich dank Hugues de Vienne wieder gebildet hatte. Der Vollständigkeit halber noch die Nachkommen von Jeanne und Henri:
H1. Hugues VI. de Vienne, Herr von Seurre, Sainte-Croix und Montpont
I1. Guillaume III. de Vienne, genannt der Weise, Herr von Saint-Georges und Sainte-Croix († nach 11. März 1435, aber vor 1445) heiratete "in eine große und herrschaftliche Familie". Er wurde Berater und Kammerherr von Herzog Philipp der Gute, Gouverneur von Grafschaft und Herzogtum Burgund, Gesandter am Konzil von Konstanz, erster Ritter vom goldenen Vlies (1430)
J1. Guillaume IV. de Vienne, Herr von Saint-Georges und Sainte-Croix ⚭ 1410 Alix de Chalon, verkaufte die Herrschaften und seine Güter um seine Verschwendungssucht zu befriedigen. 1461 verkaufte er Louhans an Rudolf von Hachberg, den Gatten von Margarethe von Vienne (* 1422, † 1458), Gräfin von Blamont. Guillaume starb in Tours en Touraine.
K1. Jehan de Vienne, "dem es noch mehr an Mut und Persönlichkeit gebrach", ließ die Ruinen von Saint-Georges und Sainte-Croix noch vollends verfallen und gab seine Güter in die Hände von Dritten.
F2. Huguette d’Antigny 1.⚭ 1319 Étienne de Saint-Dizier († ermordet 1328), Herr von Saint-Laurent-la-Roche 2.⚭ Philippe de Vienne, Herr von Pymont
G1. Béraud († 1342), aus erster Ehe, trat alle seine Güter an seine Mutter ab und starb mittellos
G2. Guillaume, aus zweiter Ehe, wurde Prior von Saint-Laurent
G3. Marguerite († nach 1399) ⚭ 1360 Louis I. de Chalon, Herr von Arguel und Cuiseaux († 1366)
G4. Jeanne († 1365)  ⚭ Tristan de Chalon-Arlay, Herr von Orgelet und Chatel-Belin († ermordet 1369)
H1. Jean III. de Chalon-Arlay, Prinz von Orange, Herr von Saint-Laurent und Arlay († 1396 in Ungarn)

## Kurzbiographien

### Guillaume d’Antigny
Guillaume d’Antigny, Herr von Pagny († 1229) war ein Günstling von Eudes, Herzog von Burgund. Durch Heirat gelangte Eudes in den Besitz der Güter der Familie von Vergy und gab danach alle Besitzungen jenseits (östlich) der Saône Guillaume d‘Antigny zu Lehen, mit Ausnahme der Besitzungen des Klosters Cîteaux. Durch die Heirat mit Beatrix de Vienne gelangten zudem ihre Güter in den Besitz von Guillaume d’Antigny. Darunter waren alle Besitzungen in der Region Louhans, insbesondere Sainte-Croix.

### Beatrix de Vienne
Beatrix de Vienne ist die zweite Tochter von Gerhard II. († 1224), Graf von Mâcon und Vienne, jüngere Schwester von Alix († 1260), Gräfin von Mâcon und Vienne. Alix heiratete Johann von Dreux (* 1198 † 1239), nach seinem Tod verkaufte sie ihre Güter. 1239 Mâcon an Louis IX., König von Frankreich, 1240 ihre übrigen Güter an ihre jüngere Schwester Beatrix, wodurch diese in den Besitz von Guillaume d’Antigny gelangten.

### Hugues de Vienne
Hugues de Vienne (* 1220, † 1277) übernahm gegen Mitte des 13. Jahrhunderts, den Titel des Grafen de Vienne von seiner Mutter und führte Namen und Wappen der de Vienne weiter. Er begründete damit den neuen Zweig der Familie, die noch während mehreren Jahrhunderten weiterbestand. Die Familie teilte sich in eine große Zahl von Zweigen und bestand bis ins 17. Jahrhundert. Hugues de Vienne besaß gemeinsam mit seinem Bruder die Hälfte der Herrschaft Lons-le-Saunier.
Hugues de Vienne nahm am Siebten Kreuzzug unter der Führung von König Louis IX. zusammen mit Henri d’Antigny teil.

### Henri d’Antigny
Henri d’Antigny de Sainte-Croix († 1284) ⚭ Marguerite (mehr ist über seine Ehefrau nicht bekannt, außer dass sie gemeinsam mit ihrem Ehemann 1265 10 Florins an das Kloster Miroir spendete). Er erhält die Besitzungen in Antigny-le-Château und Sainte-Croix und nennt sich fortan Herr von Sainte-Croix und Longepierre. Er besitzt zahlreiche Güter links (östlich) der Saône und begründet den Zweig der d’Antigny de Sainte-Croix. Gemeinsam mit seinem Bruder besitzt er Lons-le-Saunier.
Louhans verdankt seinen Freibrief Henri d'Antigny. Er erließ ihn 1269, bevor er sich mit König Louis IX, zum Kreuzzug aufmachte. Der Freibrief (das Original besitzt die Stadt Louhans) war die Grundlage für die Befreiung der Bürger, die Erlösung von Leibeigenschaft, Toter Hand und der Mehrzahl der feudalen Rechte. Er sah einen majour oder Maire für die Stadt vor, eine elementare Verwaltung und Privilegien für die Einwohner, sowie Möglichkeiten, den Bürgerstand zu erreichen. Der Freibrief wurde feierlich verlesen und durch den Herrn und die Bürger beschworen. Henri d'Antigny erließ wenig später, 1275, auch einen Freibrief für Beaurepaire, der demjenigen von Louhans sehr ähnlich ist. Er erhoffte sich damit, eine Stärkung seines Einflusses gegenüber anderen Herren, z. B. von Branges, Cuiseaux, Sagy, und mehr Bewohner nach Beaurepaire zu ziehen, das etwa in gleicher Distanz von Louhans und Lons-le-Saunier liegt, und woraus er ein wichtiges Zentrum machen wollte. Unklar ist, ob es sich beim Erlass dieser Freibriefe um persönliche Interessen handelte, oder reine Menschenliebe. Zu unserem Nutzen heißt es in den Briefen von Cuiseaux und Sagy, zu unserem Gewinn und dem unserer Erben und für das Gedeihen, das wir uns wünschen steht es in den Briefen von Louhans und Beaurepaire. Jedenfalls waren die Freibriefe eine Neuerung und hatten einen großen Einfluss auf die Entwicklung jener Zeit.
Henri d’Antigny nahm am Siebten Kreuzzug unter der Führung von König Louis IX. zusammen mit Hugues de Vienne teil.

### Étienne II. de Sainte-Croix
Étienne de Sainte-Croix erfuhr eine umfassende Ausbildung in den ersten Jahren des 14. Jahrhunderts, studierte Theologie, wurde Lizentiat in Zivilrecht und kanonischem Recht und wurde Kanoniker der Saint-Vincent-Kathedrale von Chalon-sur-Saône und der Kirche Notre-Dame in Beaune. In der Kirche von Sainte-Croix (in der Wand links nach dem Eingang) befindet sich eine Grabplatte, datiert von 1350 von Étienne de Sainte-Croix. Sie zeigt ihn als Lehrer, der auf einem Katheder seine Schüler unterrichtet, die ihrerseits offene Bücher vor sich haben, in denen lateinische Moralsprüche zu erkennen sind. Möglicherweise hat Etienne selber in Chalon gelehrt, später war er Schulkanoniker und damit verantwortlich für den Betrieb der Schulen. 1357 wird Étienne als Angehöriger des Gerichtshofes in Beaune erwähnt, von 1360 bestehen Belege, von ihm gesiegelt, die den Empfang der Entschädigung als Berater der Königin von Frankreich bestätigen. 1361 tritt er als Vermittler auf, nachdem der Erzbischof von Besançon ein Interdikt über Auxonne verhängt hatte. Im folgenden Jahr wird er Kommissar der Vogtei Chalon und wacht über den Einzug der Steuern, die für das Lösegeld von Johann dem Guten erhoben wurden. Erst im Jahr 1362 verliert sich seine Spur und obwohl die Grabplatte das Jahr 1350 angibt, war dies nicht sein Todesjahr, sondern wahrscheinlich das Jahr der Herstellung der Platte, offensichtlich noch zu seinen Lebzeiten, während es unterlassen wurde, das richtige Todesdatum nachträglich zu ergänzen.

### Huguette d’Antigny
Huguette d’Antigny, Tochter von Henri d’Antigny, Schwester von Guillaume III. Sie war berühmt für ihre Schönheit, aber auch für ihren inzestuösen und kriminellen Lebenswandel. Sie wurde auf Schloss Sainte-Croix geboren und heiratete 1319 Étienne de Saint-Dizier, Herr von Saint-Laurent-la-Roche. Man geht davon aus, dass die Hochzeitsfeier auf Schloss Sainte-Croix stattgefunden hat, unter Anwesenheit von illustren Gästen, Rittern, Schildknappen, Vasallen aus der näheren und weiteren Umgebung. Von allen Seiten kamen sie, aus der Bresse und der Comté, ein Zug geharnischter Ritter, farbenprächtiger Edelleute und Ehrendamen, die Herren von Bellevesvre, von Montcony, Mervans, Branches und anderen Orten, die das Städtchen Louhans durchquerten, einen kurzen Moment beim Schloss innehielten, die Damen in glänzenden Kleidern, die Pagen, die Schildknappen, die Diener und Knechte ihre Pferde tänzeln lassend. Zum Glockengeläut in Schloss und Kirche überbrachten die Bewohner, Vasallen und Lehensnehmer ihre Glückwünsche und Ehrbezeugungen, beladen mit fetten Poularden und allem Essbaren, das gefunden werden konnte, Fleisch, Wild, Fisch.
Als der große Tag kam, fand eine feierliche Zeremonie statt, mehrere Bischöfe segneten das Paar, anschließend nahm die Gesellschaft auf den Sitzen und Estraden im Schlosshof Platz und die Buhurten, und Tjosten begannen, im Anschluss die Spiele der freien Bauern und das Kufenstechen, während sich die Bauern, Knechte und Mägde mit ihren Geschicklichkeitsspielen auf Wiesen und Weiden verweilten. Im Solnan war ein Mast aufgestellt, es galt, mit langen Stangen einen aufgehängten Harnisch zu treffen. Beim Misslingen riskierte der Spieler unter höhnischem Gelächter ins Wasser zu fallen. Der Tag endete mit Musik und Tanz und die Tische bogen sich unter der Last der Speisen. Man trank Wein mit Ingwer, Bier und Met im Überfluss…
Musiker und Spielleute ließen die Gitarren und Harfen erklingen, die Troubadours gaben ihren Minnesang zum Besten, während Jongleure ihre Künste zeigten und Gaukler ihre Hunde und Affen vorführten.
Nach einigen Tagen verabschiedeten sich ersten Geladenen, um sich auf ihre heimischen Schlösser zu begeben. Die beiden Frischverheirateten, die schöne aber hochmütige Huguette und der noble und mächtige Étienne de Saint-Dizier, schon etwas mitgenommen von vielen Kriegszügen, machten sich mit ihrem Gefolge auf, um ihr Château de Saint-Laurent-la-Roche zu beziehen.
Die beiden Ehegatten lebten etliche Jahre auf ihrem Schloss. Étienne verließ sie oft, um seinem Herrn, Jean de Chalon, auf den Kriegszügen zu folgen. Huguette mit ihrem Charme und ihrer Schönheit hatte Étienne vollständig in ihren Bann gezogen und er überhäufte sie mit Geschenken, ja sie ruinierte ihn mit ihren Wünschen und Ansprüchen.
Nach und nach kühlte sich ihr Herz ab, seine langen Abwesenheiten störten sie nicht mehr, Verrat und Arglist nahmen von ihrem Herzen Besitz. Sie begann Étienne zu hassen und mehr und mehr hing sie kriminellen Gedanken nach. Neun Jahre nach der prunkvollen Hochzeit, im Winter 1328, verschwand Étienne de Saint-Dizier plötzlich spurlos von seinem Schloss.
Im Nachhinein fand man folgendes heraus: Huguette entschied sich, ihr Verbrechen in einer Nacht im Februar auszuführen, mit der Hilfe von Guillaume de Saint-Dizier, ihrem Liebhaber und Bruder ihres Gatten, der in der Festung Alièze wohnte. Unter seiner Führung näherten sich acht bestochene Bauern dem Schloss, die Türen wurden ihnen lautlos geöffnet. Sie schlichen sich ins Zimmer von Étienne, der schlafend in seinem Bette lag. "Auf, Auf, aufs Pferd, Sire, sie wollten Madame vergiften!" schrie einer der Bauern. "Du lügst, Verräter der du bist", antwortete der Herr von Saint-Laurent empört, blickte um sich, sah die Waffen und erkannte Guillaume, seinen Bruder: "Bruder", sprach er leise "du tust Unrecht, ich habe Dir Gastrecht gewährt und du hast von meinem Wein getrunken." Aber er stellte bald fest, dass seine Bitten nichts fruchteten, sah die bewegungslosen Mienen und rief alle Heiligen an (er hätte so viele Namen von Heiligen gehört, dass er sie nicht zählen könne, gab später einer der Angeklagten zu Protokoll), um sich schließlich zu ergeben und zu gehorchen. Er erhob sich, kleidete sich an, allerdings ohne Schuhe. Die Männer führten ihn leise aus dem Schloss, durch den Obstgarten, wo ihre Pferde warteten. Sie setzten ihn auf ein schwarzes Pferd und der Zug mache sich leise auf den Weg zum Schloss Alièze.
Die Nacht war kalt und Étienne kam durchfroren im Schloss seines Bruders an, wo er in einen Keller eingeschlossen wurde. Drei Tage später legten ihm seine Mörder einen Gürtel um den Hals und erdrosselten ihn. Der Leichnam wurde aus dem Keller geschleift und unter den Augen seines Bruders banden sie ihn auf ein Pferd und warfen ihn in ein tiefes Loch im Wald. Während zweier Jahre bewahrten die Mörder ihr Geheimnis, dann wurde die Leiche von Étienne durch einen Vogelfänger gefunden. Der Graf von Auxerre, Jean II. von Chalon, ordnete eine Untersuchung an und versammelte seinen Hof in Orgelet. Er war eng verbunden mit dem Opfer, mit dem er unzählige Gefahren geteilt hatte und der ihn auf vielen Kriegszügen begleitet hatte. Die Mörder gestanden alles, aber ihre Aussagen richteten sich gegen Huguette de Sainte-Croix. Sie hatte sich auf das Schloss ihrer Schwägerin, Marguerite de Montbéliard, geflüchtet, deren Schwester die Ehefrau von Jean de Chalon war. Obwohl verärgert über ihr Tun, konnte er ihr aus verwandtschaftlichen Gründen nichts anhaben. Huguette ließ sich alle ihre Besitztümer wegnehmen, ohne sich zu zeigen, obwohl sie dreimal vorgeladen wurde.
Man weiß nicht genau, was sich in den folgenden Jahren zugetragen hat, aber sie tauchte wieder vor dem Altar im Schloss Saint-Laurent auf, um ein zweites Mal zu heiraten. Ihr Ehemann wurde einer der mächtigsten Herren von Burgund, Philippe III. de Vienne, Herr von Pymont und war sowohl mit seiner Braut als auch mit dem Ermordeten verwandt. Er vereinigte mit dieser Verbindung zahlreiche Herrschaften und hoffte, damit dem Hass innerhalb der Familie ein Ende zu bereiten. Er hatte jedoch nicht bedacht, dass wegen seiner Verwandtschaft die Ehe als inzestuös gelten würde. Man wandte sich an den Papst, der durch eine Bulle vom Februar 1338 feststellte, dass Philippe nur geheiratet habe, um die Kriege, die Morde und die Brandschatzungen zwischen den Familien zu beenden und dass es eine große Gefahr und ein Skandal wäre, diese Ehe zu beenden und er deshalb erlaube, dass Philippe weiter mit Huguette zusammenlebe.
Auch wenn der Herr von Pymont offensichtlich den Reizen seiner Braut erlegen war, schien doch ein leiser Zweifel an ihrem Charakter bestanden zu haben, jedenfalls enthielt der Ehevertrag vom 23. Oktober 1337 die Klausel: Wenn je ein Zweifel oder ein Unbehagen sich zwischen Philippe und Huguette schleichen sollte, wäre ihr Bruder, Herr von Sainte-Croix berechtigt, Anweisungen zu geben und Anordnungen zu treffen.
Man fragt sich, wie es Huguette gelungen sein mag, diese neue Ehe zu schließen, der Strafe zu entgehen und sich gar von ihrer Schuld zu rehabilitieren. Ihr berühmter Name, ihre Beziehungen in die höchsten Kreise schienen dazu beigetragen zu haben, ebenso die abweichenden Meinungen von drei Gerichtsexperten. Alle drei hatten die Unterlagen geprüft, aber nur einer war der Ansicht, dass ein Zivilprozess geführt werden müsste, die beiden anderen fanden nicht genügend Argumente für eine gerichtliche Anklage. Sie war lediglich von Bauern beschuldigt worden, diese mickrigen Aussagen waren für einen Prozess gegen so hohe Adlige kaum ausreichend. Man begnügte sich damit, die einfachen Bauern in Orgelet aufzuknüpfen…
Huguette entging nicht nur dem Prozess, sie war bald auch wieder im Vollbesitz ihrer Güter, auch des Schlosses Saint-Laurent, wo sie den Mord an ihrem ersten Gatten geplant und ausgeführt hatte. Béraud, der einzige Sohn aus ihrer Ehe mit Étienne, übergab ihr Schloss Saint-Laurent und im selben Jahr auch die Schlösser von Augisey und Sainte-Agnès. Diese Abtretungen galten als Ausgleich von Schulden, die Béraud im Namen seines Vaters anerkannt und seine Mutter bezahlt hatte. Zum Abschluss des Vormundschaftsverhältnisses trat Béraud – als Achtzehnjähriger – auch sein sonstiges Vermögen an seine Mutter ab. Dies Abtretungen wurden später von seinen Erben ergebnislos angefochten.
Huguette lebte noch bis 1359, in ihrem Testament spendete sie sechs ewige Messen in der Kirche von Saint-Laurent-la-Roche, sie wurde im Kloster der Cordeliers von Lons-le-Saunier beigesetzt. Sie hinterließ ihren zweiten Ehemann und drei Kinder. Guillaume wurde Prior in Saint-Laurent, Marguerite heiratete 1362 Louis de Chalon, Herrn von Arguel und Cuiseaux und Jeanne verband sich mit Tristan von Chalon-Arlay, Herrn von Orgelet und Chatel-Belin, ihr Sohn wiederum war Jean de Chalon-Arlay III, Prinz von Orange. Aufgrund von Schuldtiteln, die von Huguette gegenüber ihrem Schwager, dem Brudermörder, bestanden, besteht der begründete Verdacht, dass die Richter und Experten allesamt bestochen waren.

## Einzelbelege
1. ↑  Darstellung der Grabplatte von Étienne de Sainte-Croix in der Kirche von Sainte-Croix (Memento des Originals vom 4. März 2016 im Internet Archive)  Info: Der Archivlink wurde automatisch eingesetzt und noch nicht geprüft. Bitte prüfe Original- und Archivlink gemäß Anleitung und entferne dann diesen Hinweis., französisch, abgerufen am 29. Dezember 2014.
2. ↑  Artikel in Le Journal de Saône-et-Loire vom 19. Juli 2011, französisch, abgerufen am 30. Dezember 2014.
3. 1 2 3  Übersetzt aus Lucien Guillemaut, Histoire de la Bresse Louhannaise, Band 1, Seite 430 ff.